# لورنزو توریانی
لورنزو توریانی (انگلیسی: Lorenzo Torriani؛ زادهٔ ۳۱ ژانویهٔ ۲۰۰۵) بازیکن فوتبال اهل ایتالیا است که در حال حاضر برای باشگاه فوتبال آ.ث. میلان بازی می‌کند.
وی همچنین در تیم ملی فوتبال زیر ۲۰ سال ایتالیا بازی کرده است.

## دوران باشگاهی
توریانی فوتبال را با تیم «شهر کولونیو» آغاز کرد و سپس به آکادمی جوانان «اِی‌سی میلان» پیوست و در رده‌های سنی مختلف این باشگاه پیشرفت کرد. در سال ۲۰۲۴، او به عنوان دروازه‌بان ذخیره تیم به میدان آمد و بخشی از پیش‌فصل آنها در تابستان ۲۰۲۴ بود. در ۲۶ ژوئن ۲۰۲۴، او اولین قرارداد حرفه‌ای خود را با باشگاه فوتبال آ.ث. میلان تا سال ۲۰۲۷ امضا کرد. او در ۱۷ سپتامبر ۲۰۲۴ به عنوان بازیکن تعویضی در یک مسابقه لیگ قهرمانان اروپا در برابر باشگاه انگلیسی لیورپول به میدان رفت، پس از آنکه دروازه‌بان اصلی، مایک منیان، به دلیل مصدومیت از زمین خارج شد. اگرچه او در زمان بازی خود نتوانست دروازه‌اش را بسته نگه دارد و یک گل از دومینیک سوبوسلای دریافت کرد، اما عملکرد او در این بازی قوی بود و ۳ سیو انجام داد و کنترل توپ عالی را به عنوان بخشی از بازی ساختاری «اِی‌سی میلان» نشان داد.